# Paul Clement (Jurist)

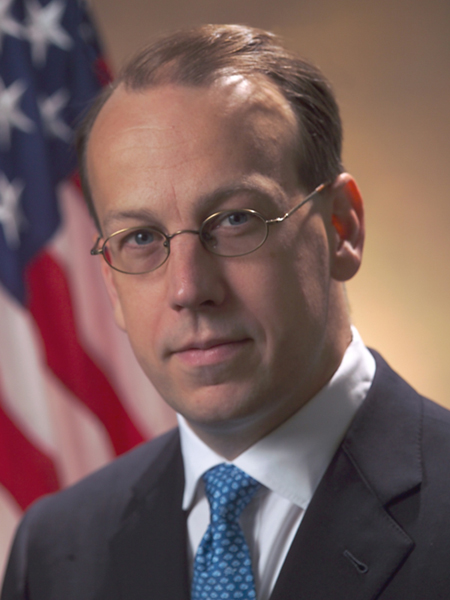
Paul Clement (2006)

Paul Drew Clement (* 24. Juni 1966 in Milwaukee, Wisconsin) ist ein US-amerikanischer Jurist, Hochschullehrer und ehemaliger United States Solicitor General.

## Biografie
Der Sohn eines Buchhalters studierte nach dem Besuch der Cedarburg High School 1984 zunächst an der Georgetown University und erwarb dort 1988 einen Bachelor of Arts (B.A.). Anschließend studierte er Wirtschaftswissenschaften und schloss dieses Studium 1989 mit einem Master of Arts (M.A. Economics) ab. Ein daran anschließendes Postgraduiertenstudium der Rechtswissenschaften an der Law School der Harvard University beendete er 1992 mit dem akademischen Grad Juris Doctor (J.D.). Während seiner Studienzeit war er Herausgeber für die Artikel zum Obersten Gerichtshof der Vereinigten Staaten in der Harvard Law Review. Nach seiner Zulassung als Rechtsanwalt im Bundesstaat Wisconsin war er Protokollführer (Clerk) zunächst von Laurence H. Silberman am United States Court of Appeals und 2003/2004 bei Antonin Scalia, einem beigeordneten Richter des Obersten Gerichtshofes.
Nach einer Tätigkeit als Anwalt bei der Kanzlei Kirkland & Ellis wurde er Partner der Anwaltskanzlei King & Spalding in Atlanta. 1998 wurde er zum Professor für Rechtswissenschaften an die Georgetown University berufen und war dort bis 2004 tätig. Parallel dazu arbeitete er als Syndikus für den Rechtsausschuss des U.S. Senats und seit 2001 für das Justizministerium der Vereinigten Staaten. Im Juni 2005 wurde Clement von US-Präsident George W. Bush zum Solicitor General ernannt und übte dieses Amt bis Juni 2008 aus. In dieser Funktion trat er 49 Mal für die Vereinigten Staaten vor dem Supreme Court auf. Nach dem Rücktritt von Alberto R. Gonzales wurde er für einen Tag vom 17. bis zum 18. September 2007 auch amtierender Justizminister (Attorney General).
Anschließend wurde er wieder als Partner der Kanzlei King & Spalding tätig. Er verließ die Kanzlei wegen einer Kontroverse über seine Vertretung des Defense of Marriage Act und schloss sich einer kleinen, hochspezialisierten Kanzlei mit Viet Dinh an, einen Studienkollegen, der als Rechtsberater für das Weiße Haus unter George W. Bush gearbeitet hatte. Dort ist er vorwiegend für Fälle vor dem Supreme Court zuständig und hat sich zum Hausanwalt der Republikanischen Partei in politisierten Fällen entwickelt. Alleine im Gerichtsjahr 2011/12 vertritt er sieben hochkarätige Fälle, darunter den Defense of Marriage Act, Wahlkreiseinteilungen in Texas und die Krankenversicherungsreform.
Er wird jedoch von Juristen aus allen politischen Richtungen dafür geschätzt, dass er die umstrittenen Fälle ausschließlich als juristische Fragestellungen aufbereitet und so die politischen Kontroversen in den Hintergrund treten lässt.